# Happy Deathday 2U
Happy Deathday 2U ist eine amerikanische Horrorkomödie, geschrieben und unter der Regie von Christopher B. Landon. Teil der Besetzung sind Jessica Rothe, Israel Broussard, Suraj Sharma und Ruby Modine. Der Film ist eine Fortsetzung von Happy Deathday aus dem Jahr 2017. Er wurde von Jason Blum produziert und am 13. Februar 2019 von Universal Pictures veröffentlicht.

## Handlung
Die Handlung startet unmittelbar am Tag des Endes von Teil eins. Der Student Ryan wacht am Dienstag, dem 19. September, in seinem Auto auf. Als er in sein Zimmer zurückkehrt, trifft er seinen Mitbewohner Carter und dessen Freundin Tree. Mit seinen Kommilitonen Samar und Dre nimmt er die Arbeit an einem experimentellen Quantenreaktor wieder auf. Nachdem Bronson, der Dekan der Schule, das Projekt wegen mehrerer Stromausfälle eingestellt hat, wird Ryan von jemandem ermordet, der als Babyface verkleidet ist, und wacht am Dienstag, den 19., wieder auf. Tree erklärt, wie sie Montag, den 18., erlebt hat und sie und Carter sind sich einig, Ryan zu helfen. Sie erfahren, dass der Reaktor für die Schleife verantwortlich war. Das neue Babyface macht Ryan ausfindig, aber Tree entlarvt ihn, um einen weiteren Ryan zu enthüllen. Der zweite Ryan warnt, dass das Original sterben muss, damit sich die Schleife schließt. Erschrocken aktiviert Ryan den Reaktor und setzt einen starken Energieimpuls frei, der alle bewusstlos macht.
Tree wacht am Montag, dem 18. in Carters Zimmer auf und erlebt ihre ursprüngliche Zeitschleife mit gewissen Unterschieden neu: Lori ist nicht die Babyface-Killerin, und Carter ist jetzt mit Danielle zusammen. Ryan vermutet, dass der Reaktor Tree dazu veranlasst hat, in eine andere Dimension zu driften. Als Tree erfährt, dass ihre Mutter in dieser neuen Realität noch lebt, beschließt sie zu bleiben.
In dieser Nacht geht Tree ins Krankenhaus, um den Serienmörder John Tombs abzufangen, bevor er flieht, wird jedoch von einem Polizisten konfrontiert. Babyface tötet den Polizisten und Tree stößt auf Lori, die ihr sagt, dass Babyface nicht Tombs sein kann, weil sie ihn gerade zur Operation gebracht hat. Babyface ersticht Lori und jagt Tree bis auf das Dach, wo sie versehentlich in den Tod stürzt. Sie wacht am Anfang ihrer Schleife auf und fordert Ryan und sein Team auf, ihr bei der Flucht zu helfen, wobei sie Dutzende von Algorithmen testen müssen. Auf Carters Vorschlag hin fungiert Tree fortan als Gedächtnisstütze der Gruppe und bringt sich am Ende eines jeden Tages um, damit sie wieder von vorne anfangen können. Schließlich unterliegt sie ihren Verletzungen und fällt in Ohnmacht. Als Tree im Krankenhaus zu sich kommt, stiehlt sie eine Waffe, um nach Tombs zu suchen, und findet Lori bereits tot vor. Babyface greift an und Tree erschießt ihn. Es erscheint jedoch ein zweites Babyface, das Tree zwingt, sich und Babyface umzubringen.
Die Gruppe entdeckt schließlich den richtigen Algorithmus, aber ein technisches Problem erzwingt eine Verzögerung. Angesichts der Wahl, in welcher Realität sie sich befinden möchte, wenn sich beide Zeitschleifen schließen, entscheidet sich Tree, in der aktuellen Dimension zu bleiben. Carter fordert Tree auf, die Konsequenzen eines Lebens in Betracht zu ziehen, das nicht wirklich ihr eigenes ist, und erklärt, dass ihre Erfahrung mit Trauer dazu beigetragen hat, die Person zu formen, die sie jetzt ist. Sie versteckt sich vor Babyface in einem Hotel. An diesem Abend wird in den Nachrichten berichtet, dass Carter ermordet wurde, als er versuchte, Lori im Krankenhaus zu retten. Tree tötet sich selbst und deaktiviert den Reaktor, damit sie Carter und Lori retten kann. Die Schleife wird neu gestartet und Tree beschließt, zu ihrer eigenen Realität zurückzukehren. Sie rät Lori, ihre Affäre mit ihrem Professor Dr. Butler zu beenden, entdeckt, dass Danielle Carter betrügt, und führt ein letztes Gespräch mit ihrer Mutter.
Bronson beschlagnahmt den Reaktor, bevor die Gruppe ihn aktivieren kann. Tree glaubt, dass sie zu schwach ist, um eine weitere Schleife zu überstehen, und besteht darauf, das Gerät zurückzustehlen. Die Gruppe beauftragt Danielle, Bronson abzulenken, während sie den Reaktor holen. Während Ryan das Gerät vorbereitet, geht Tree ins Krankenhaus, um Lori vor Tombs zu retten, wird aber vom zweiten Babyface gefangen – Dr. Butler, der versucht, die Beweise seiner Affäre mit Lori zu begraben. Dr. Butlers Frau Stephanie erscheint, schießt auf Lori und zeigt, dass sie sich mit ihrem Ehemann verbündet, bevor er sie ebenfalls verrät und erschießt. Tree überlistet Butler und tötet ihn. Lori überlebt, und Tree und Carter küssen sich, während der Reaktor aktiviert wird, und Tree am Dienstag, den 19., in ihre ursprüngliche Dimension zurückgeschickt wird.
Tree, Carter, Ryan, Samar und Dre werden zu einem DARPA-Labor gebracht, wohin der Reaktor für weitere Experimente verlegt wurde. Tree sagt, sie kenne das perfekte Testobjekt. In ihrem Schlafzimmer wacht Danielle entsetzt auf.

## Produktion
Regisseur Christopher B. Landon hat über die Möglichkeit einer Fortsetzung gesprochen, die sich darauf fokussiert, warum Tree in eine Zeitschleife geriet. Jessica Rothe sagte, dass sich, während die meisten Fortsetzungen von Horrorfilmen das Original runderneuern, Landons Fortsetzung stattdessen „vom Horrorfilm abhebt und eher in die Richtung Zurück in die Zukunft geht, auch weil wir direkt da einsteigen, wo wir zuletzt stehengeblieben sind, viele Dinge, die im ersten Teil keine Erklärung hatten, werden im Zweiten aufgedeckt und das macht ihn um Einiges besser“.
Am 1. Mai 2018 verkündete Blumhouse Productions, dass Landon wieder den Film inszenieren würde, mit Rothe und Israel Broussard, die noch einmal ihre Rollen spielen, während Suraj Sharma und Sarah Yarkin neu zu der Besetzung hinzukommen. Am nächsten Tag wurde bekannt gegeben, dass Ruby Modine noch einmal ihre Rolle spielen wird.
Der Hauptdreh des Filmes begann am 14. März 2018 in New Orleans, Louisiana.

## Veröffentlichung und Einnahmen
Der Film hatte ein Budget von rund 9 Millionen US-Dollar (etwa doppelt so viel wie Teil eins) und nahm mit knapp 65 Millionen US-Dollar nur etwa halb so viel ein wie der Vorgänger.
Der Film erschien am 13. Februar 2019.